# Ruth Hale
Ruth Hale, född 1887 i Rogersville, Tennessee, död 18 september 1934 i New York, var en amerikansk journalist och aktivist för kvinnors rättigheter. 
Som journalist arbetade hon för bland andra Washington Post, New York Times, Vogue och Vanity Fair. Hon rapporterade från första världskriget från Paris, för Chicago Tribune.
Hale var medlem i Algonquin Round Table, och grundade Lucy Stone League, som arbetade för att kvinnor skulle ha rätt att fortsätta bära sina egna efternamn efter de gift sig.
År 1927 engagerade hon sig i försvaret av de italienska anarkisterna Sacco och Vanzetti, som dömts till döden i en kontroversiell rättegång. 
Hale var gift med Heywood Broun, populär krönikör och sportjournalist. Paret fick en son 1918, sportkommentatorn och skådespelaren Heywood Hale Broun. Hale och Broun skilde sig i november 1933, men förblev nära vänner.  
Dagen efter hennes död skrev Broun: "Min bästa vän dog igår. Jag skulle inte nämna detta men för det faktum att Ruth Hale var en tapper kämpe i en viktig sak. När det gäller hennes huvudsakliga engagemang var vi i nästan fullständig oenighet i sjutton år. Av tusen debatter förlorade jag tusen. Ingen vann någonsin över Miss Hale i en debatt."
I filmen Mrs. Parker och den onda cirkeln från 1994 porträtterades Ruth Hale av Jane Adams.